# AN Возничего
AN Возничего (лат. AN Aurigae) — одиночная переменная звезда в созвездии Возничего на расстоянии приблизительно 10890 световых лет (около 3339 парсеков) от Солнца. Видимая звёздная величина звезды — от +10,83m до +10,11m.

## Характеристики
AN Возничего — жёлто-белая пульсирующая переменная звезда, классическая цефеида (DCEP) спектрального класса F6-F9. Эффективная температура — около 6026 К.